# Sellnickochthonius muara
Sellnickochthonius muara är en kvalsterart som beskrevs av Sandór Mahunka 1995. Sellnickochthonius muara ingår i släktet Sellnickochthonius och familjen Brachychthoniidae. Inga underarter finns listade i Catalogue of Life.